# Nettastoma
Nettastoma is een geslacht van straalvinnige vissen uit de familie van toveralen (Nettastomatidae).

## Soorten
- Nettastoma falcinaris Parin & Karmovskaya, 1985
- Nettastoma melanurum Rafinesque, 1810
- Nettastoma parviceps Günther, 1877
- Nettastoma solitarium Castle & Smith, 1981
- Nettastoma syntresis Smith & Böhlke, 1981